# Charles-Émile François-Franck
Charles-Émile François-Franck (Paris, 7 mai 1849 - Suresnes, 8 septembre 1921) est un médecin et physiologiste français, élève d'Étienne-Jules Marey, à qui il a succédé à la chaire d'histoire naturelle des corps organisés du collège de France. Il a notamment travaillé sur le cœur et le système circulatoire et s'est également intéressé aux manifestations physiques des émotions,.

## Biographie
Charles Émile François-Franck naît en 1849. Son père était Charles François, professeur de mathématiques et sa mère Louise Rosalie Bernier. 
En 1865, après la mort de son père, la mère et le fils s'établissent à Bordeaux, où il entame des études de médecine à partir de 1871. En 1875, il soutient sa thèse, et rejoint le collège de France en tant que préparateur, sous la direction de Marey. Il devient directeur adjoint du laboratoire de physiologie de l'École Pratique des Hautes Études en 1876, et professeur suppléant au collège de France à partir de 1890. Il exerce également en tant que médecin, sur le conseil de son ancien professeur Pierre Potain. 
En 1905, après la mort de Marey, il lui succède à la chaire d'histoire naturelle des corps organisés du collège de France, qu'il occupe jusqu'à sa propre mort en 1921. En 1914, il épouse son assistante Lucienne Chevroton, qui se trouve être une pionnière du cinéma scientifique et en particulier de la microcinématographie.

## Publications
- Recherches sur l'anatomie et la physiologie des nerfs vasculaires de la tête, Thèse de doctorat, 1875
- Charles Émile François-Franck, Leçons sur les fonctions motrices du cerveau : (réactions volontaires et organiques) et sur l'épilepsie cérébrale, 1887 (lire en ligne).